# ブティファラ
| ブティファラ ネグロ |  | ブティファラ ビアンコ |
| ブティファラ ネグロ |  | ブティファラ ビアンコ |

ブティファラ（カタルーニャ語: botifarra、スペイン語: butifarra）は、スペイン・カタルーニャ地方特産のソーセージ。
松の実入りの豚肉ソーセージであり、豚の血を加えた「黒（negro）」と、加えていない「白（bianco）」とがある。
カタルーニャ料理を提供するほとんどのレストランでメニューに必ず載っているほどの定番料理であり、白インゲン豆が添えられることも多い。